# 天普大學
天普大學，是位於美國東岸賓夕法尼亞州費城的一所受州政府資助的研究型大學，約有37,289名學生，培養了賓州最大的專業從業者群體。

## 历史
该校由浸信會牧師拉塞爾·赫爾曼·康維爾和他的會眾費城恩典浸信會教堂（Grace Baptist Church of Philadelphia）於1884年創立，當時稱為浸信會聖殿教堂（Baptist Temple）。1888年，更名為費城天普學院。到1907年，該機構修改了其機構地位，並成為研究型大學。

## 机构
天普大學是賓夕法尼亞州內4所州关联大學之一，即挂名在公立大学系统中但实际以私立大学的运营方式运营的大学。另外3所分別是匹兹堡大学、林肯大学與宾夕法尼亚州立大学。學生人數大約三萬七千人。天普大学本部的校园占地约0.8平方公里，位于费城的市中区。另外它在宾州的安布勒和哈里斯堡等地拥有分校，在罗马、伦敦、东京及新加坡亦有国际校区。

## 交通
费城地铁、公交和市郊铁路都服务于北费城校区。
- 地铁：宽街线Broad Street Line(橙线)，Cecil B. Moore Station，位于Morgan Hall旁十字路口
- 公交：3路（沿Cecil B. Moore Ave东西走向，连接地铁蓝线即Market-Frankford Line的Berks Station）、16路（南北向线路，向南开往City Hall，基本与地铁宽街线Broad Street Line重合）、23路（高密度发车线路，向南经唐人街到费城市中心，向北经Germantown到Chestnut Hill）
- 市郊铁路（Regional Rail）：Temple University Station，位于W. Berks Street，距离College of Liberal Arts后门180米。可以坐通勤火车前往30街車站（15分钟）和费城国际机场。班次较稀疏，需要根据时刻表乘车。

## 學術

### 學院
天普大學有商學院、法學院、醫學院、藥學院等十七所學院。

### 排名
根據2024年的美國新聞與世界報導，天普大學在美國全國大學排名第89位，在美國公立大學排名第45位。

## 資料來源
1. ↑  2010 NACUBO-Commonfund Study of Endowments （页面存档备份，存于） NACUBO Endowment Study
2. ↑  . templeuniversity.cn.   [2025-05-08].
3. ↑   (PDF).   [October 30, 2015]. （原始内容存档 (PDF)于2016-03-04）.
4. ↑  .   [2008-10-09]. （原始内容存档于2008-10-30）.
5. ↑  Phillips, Tamra. . Blue Bell: Decentagen Publishing. 2022.
6. ↑  . Carnegieclassifications.iu.edu.   [2017-01-21]. （原始内容存档于2018-09-13）.
7. ↑  . News.temple.edu. 2016-02-02  [2017-01-21]. （原始内容存档于2017-02-17）.
8. ↑  . Shanghai Ranking Consultancy. 2020  [2020-12-09].
9. ↑  . Quacquarelli Symonds Limited. 2021  [2020-12-09].
10. ↑  . Times Higher Education. 2021  [2020-12-09].
11. ↑  . US. News and World Report. 2021  [2020-12-09].
12. ↑  . Wall Street Journal/Times Higher Education. 2021  [2021-01-24].
13. ↑  . Forbes. 2019  [2020-12-09].
14. ↑  . US. News and World Report. 2020  [2020-12-09].
15. ↑  . Washington Monthly. 2020  [2020-12-09].
16. ↑  . 美國新聞與世界報導.   [2023-10-01]. （原始内容存档于2017-05-19）.（英文）